# Survivre (film, 2012)
Pour les articles homonymes, voir Survivre.
Pour plus de détails, voir Fiche technique et Distribution.
Survivre (Djúpið, littéralement « Profondeur ») est un drame islandais coécrit, coproduit et réalisé par Baltasar Kormákur, sorti en 2012. 

## Synopsis
Ce film raconte la mésaventure du marin islandais Guðlaugur Friðþórsson (né le 24 septembre 1961), qui a réussi, à la suite du naufrage de son bateau de pêche le 11 mars 1984, à regagner Heimaey, le port d'attache du navire, après avoir nagé sur six kilomètres pendant six heures dans une eau à 5 °C. Il a ensuite dû encore marcher deux kilomètres sur un champ de lave avant d'arriver à rejoindre le port d'Heimaey.

## Fiche technique
- Titre original : Djúpið
- Titre international : The Deep
- Titre français : Survivre

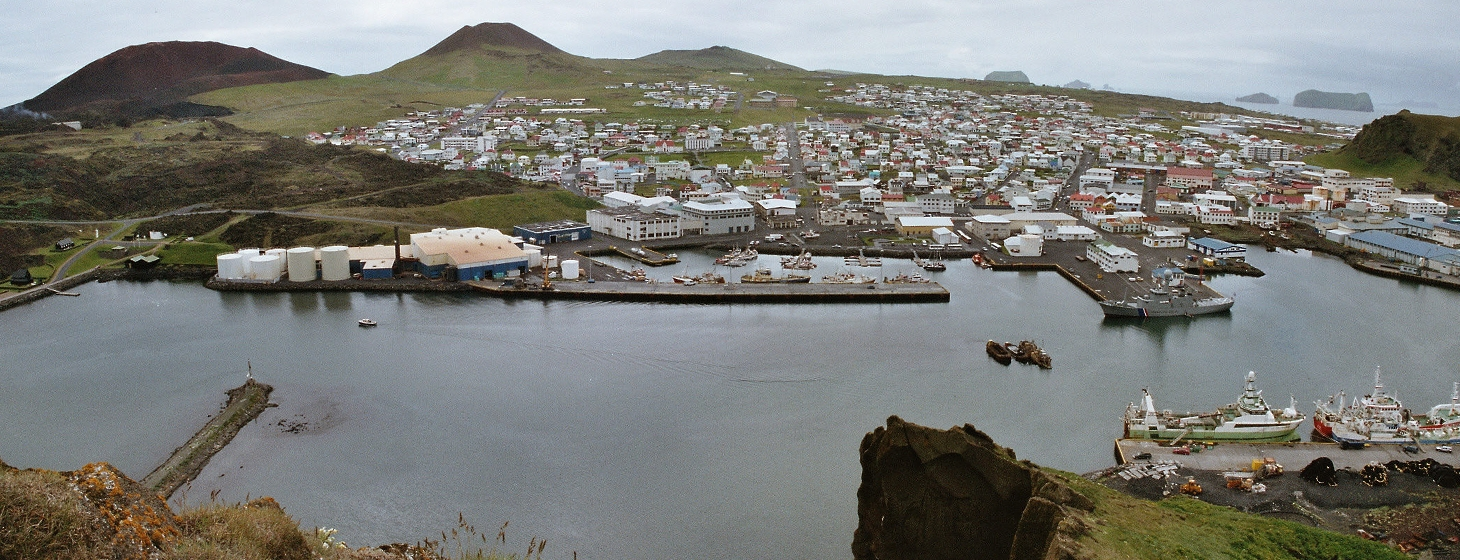
Le port d'Heimaey sur l'île islandaise du même nom

- Scénario : Jón Atli Jónason et Baltasar Kormákur
- Direction artistique : Atli Geir Grétarsson
- Décors : Gunnar Pálsson
- Costumes : Helga I. Stefánsdóttir
- Photographie : Bergsteinn Björgúlfsson
- Montage : Sverrir Kristjánsson et Elísabet Ronaldsdóttir
- Musique : Daníel Bjarnason et Ben Frost
- Production : Agnes Johansen et Baltasar Kormákur
- Sociétés de production : Filmhuset Produksjoner ; Blueeyes Productions (coproduction)
- Sociétés de distribution : Sena (Islande) ; Bac Films (France)
- Pays d'origine :  Islande
- Langue originale : islandais
- Genre : drame
- Durée : 93 minutes
- Dates de sortie :
  - Canada : 7 septembre 2012 (Festival international du film de Toronto)
  - Islande : 21 septembre 2012
  - France : 16 décembre 2012 (Festival de cinéma européen des Arcs) ; 24 avril 2013 (nationale)

## Distribution
- Ólafur Darri Ólafsson : Gulli
- Jóhann G. Jóhannsson : Palli
- Þorbjörg Helga Þorgilsdóttir : Halla, la femme de Palli
- Björn Thors : Hannes
- Theodór Júlíusson : le père de Gulli
- María Sigurðardóttir : la mère de Gulli

## Production

### Musique
La chanson Starálfur dans l'album Ágætis Byrjun (1999) du groupe islandais Sigur Ros a été utilisée pour le générique de fin.

## Distinctions

### Nominations
- Prix du cinéma européen 2013 : People's Choice Award